# Karyn Whiteside
Karyn Whiteside (* 30. Juli 1984) ist eine Badmintonspielerin von den Fidschi-Inseln. Sie ist die Schwester von Andra Whiteside und die Cousine von Danielle Whiteside.

## Karriere
Whiteside nahm an den Commonwealth Games 1998 und 2006 teil, konnte sich aber beide Male nicht in die Medaillenränge vorspielen. In ihrer Heimat gewann sie die Fiji International im Dameneinzel 2000, 2001, 2002 und 2004, im Damendoppel 2002 und im Mixed 2001 und 2002. Bei der Badminton-Ozeanienmeisterschaft 2006 schied sie im Viertelfinale aus.

## Sportliche Erfolge
| Saison | Veranstaltung         | Disziplin | Platz | Name                                      |
| ------ | --------------------- | --------- | ----- | ----------------------------------------- |
| 2000   | Fiji International    | Einzel    | 1     | Karyn Whiteside                           |
| 2001   | Fiji International    | Einzel    | 1     | Karyn Whiteside                           |
| 2001   | Fiji International    | Mixed     | 1     | Burty James Molia / Karyn Whiteside       |
| 2002   | Fiji International    | Doppel    | 1     | Felicitas Mat Cheer Kit / Karyn Whiteside |
| 2002   | Fiji International    | Mixed     | 1     | Burty James Molia / Karyn Whiteside       |
| 2002   | Fiji International    | Einzel    | 1     | Karyn Whiteside                           |
| 2003   | Fiji International    | Einzel    | 3     | Karyn Whiteside                           |
| 2004   | Fiji International    | Einzel    | 1     | Karyn Whiteside                           |
| 2005   | Fiji International    | Einzel    | 3     | Karyn Whiteside                           |
| 2006   | Ozeanienmeisterschaft | Einzel    | 5     | Karyn Whiteside                           |
| 2006   | Südpazifikspiele      | Einzel    | 5     | Karyn Whiteside                           |
| 2007   | Fiji International    | Einzel    | 3     | Karyn Whiteside                           |